# アドルフ・フォン・ボンハルト

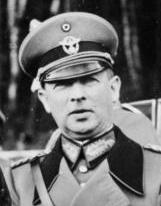
1938年のアドルフ・フォン・ボンハルト

アドルフ・テオドール・エルンスト・フォン・ボンハルト(独:Adolf Theodor Ernst von Bomhard、1891年1月6日 - 1976年7月19日)は、ドイツの軍人、親衛隊将軍。最終階級は親衛隊中将及び秩序警察中将。戦後はプリーン・アム・キームゼーの首長を務めた。
第一次世界大戦ではバイエルン王国陸軍の軍人として参戦し、フランツ・フォン・エップの副官として終戦を迎えた。
ボンハルトは1936年6月30日に秩序警察指令局局長に就任した。第二次世界大戦勃発後の1942年11月、彼はオットー・フォン・エールハーフェンの後を継ぎ帝国管区ウクライナの秩序警察に着任した。エールハーフェンと同じように、管轄区内でのSSの活動を支援した。
第二次世界大戦が終結した後、ボンハルトは1960年～1966年までプリーン・アム・キームゼーの首長を務め、名誉市民の称号を受けている。

## 叙勲等
- 鉄十字章
  - 二級鉄十字勲章1914年章
  - 一級鉄十字勲章1914年章
- 軍事功労勲章（ドイツ語版）
  - 四級軍事功労勲章